# Фоллінг-Вотерс (Західна Вірджинія)
Фоллінг-Вотерс (англ. Falling Waters) — переписна місцевість (CDP) в США, в окрузі Берклі штату Західна Вірджинія. Населення — 1440 осіб (2020).

## Географія
Фоллінг-Вотерс розташований за координатами 39°33′49″ пн. ш. 77°53′15″ зх. д. / 39.56361° пн. ш. 77.88750° зх. д. (39.563750, -77.887494).  За даними Бюро перепису населення США в 2010 році переписна місцевість мала площу 3,23 км², уся площа — суходіл.

## Демографія
Згідно з переписом 2010 року, у переписній місцевості мешкало 876 осіб у 338 домогосподарствах у складі 232 родин. Густота населення становила 272 особи/км².  Було 396 помешкань (123/км²).
Расовий склад населення:
| - 90,3 % — білих - 4,7 % — чорних або афроамериканців - 0,1 % — азіатів - 1,5 % — осіб інших рас |

До двох чи більше рас належало 3,4 %. Частка іспаномовних становила 2,3 % від усіх жителів.
За віковим діапазоном населення розподілялося таким чином: 21,5 % — особи молодші 18 років, 68,0 % — особи у віці 18—64 років, 10,5 % — особи у віці 65 років та старші. Медіана віку мешканця становила 38,9 року. На 100 осіб жіночої статі у переписній місцевості припадало 112,1 чоловіків;  на 100 жінок у віці від 18 років та старших — 110,4 чоловіків також старших 18 років.
Середній дохід на одне домашнє господарство  становив 82 789 доларів США (медіана — 72 717), а середній дохід на одну сім'ю — 79 916 доларів (медіана — 60 893). 
Цивільне працевлаштоване населення становило 545 осіб. Основні галузі зайнятості: освіта, охорона здоров'я та соціальна допомога — 29,7 %, роздрібна торгівля — 14,3 %, інформація — 11,6 %, публічна адміністрація — 11,2 %.